# Miss Ella Fitzgerald & Mr Gordon Jenkins Invite You to Listen and Relax
Miss Ella Fitzgerald & Mr Gordon Jenkins Invite You to Listen and Relax (с англ. — «Мисс Элла Фицджеральд и Мистер Гордон Дженкинс приглашают вас послушать и расслабиться») — пятый студийный альбом американской джазовой певицы Эллы Фицджеральд, компиляция песен, записанных до этого в разные годы, все аранжировки были сделаны Гордоном Дженкинсом. Пластинка была записана на лейбле Decca Records и выпущена в 1955 году.

## Список композиций
| №                   | Название                             | Текст песни          | Музыка              | Длительность |
| ------------------- | ------------------------------------ | -------------------- | ------------------- | ------------ |
| 1.                  | «I Wished on the Moon»               | Дороти Паркер        | Ральф Раингер       | 3:08         |
| 2.                  | «Baby»                               | Роберт Колби         | Флойд Хадлстон      | 2:44         |
| 3.                  | «I Hadn’t Anyone Till You»           | Рэй Ноубл            | Рэй Ноубл           | 3:02         |
| 4.                  | «A Man Wrote a Song»                 | Дэйв Франклин        | Дэйв Франклин       | 3:11         |
| 5.                  | «Who's Afraid (Not I, Not I, Not I)» | Джек Лоуренс         | Дорис Таубер        | 2:45         |
| 6.                  | «Happy Talk»                         | Оскар Хаммерстайн II | Ричард Роджерс      | 2:25         |
| Общая длительность: | Общая длительность:                  | Общая длительность:  | Общая длительность: | 17:15        |

| №                   | Название                                     | Текст песни          | Музыка              | Длительность |
| ------------------- | -------------------------------------------- | -------------------- | ------------------- | ------------ |
| 7.                  | «Black Coffee»                               | Пол Уэбстер          | Сонни Бёрк          | 3:03         |
| 8.                  | «Lover’s Gold»                               | Боб Меррилл          | Морти Невинс        | 3:04         |
| 9.                  | «I’m Gonna Wash That Man Right Outa My Hair» | Оскар Хаммерстайн II | Ричард Роджерс      | 2:53         |
| 10.                 | «Dream a Little Longer»                      | Дональд Кан          | Дональд Кан         | 2:59         |
| 11.                 | «I Need»                                     | Сол Маркус           | Ральф Кэйр          | 2:40         |
| 12.                 | «Foolish Tears»                              | Дженни Лу Карсон     | Дженни Лу Карсон    | 2:57         |
| Общая длительность: | Общая длительность:                          | Общая длительность:  | Общая длительность: | 18:24        |

## Участники записи
- Элла Фицджеральд — вокал.
- Гордон Дженкинс — аранжировка.